# 트럭 (2008년 영화)
"트럭"은 2008년 9월 25일에 개봉된 권형진 감독의 영화이다.

## 줄거리
살인 본능 그들의 위험한 질주가 시작된다.

사건 발생, 24시간 전 : 딸을 살리려면 돈을 구해야 한다. 어린 딸과 홀어머니를 돌보며 생계수단으로 화물을 운송하는 평범한 트럭 운전사 철민. 선천적으로 심장이 약한 딸이 갑자기 쓰러지고, 그는 딸의 수술비를 위해 위험한 도박판에 끼어든다.

18시간 전 : 싣지 말아야 할 것을 실은 트럭. 사기 도박으로 인해 자신의 전 재산과도 같은 트럭마저 빼앗기게 된 철민은 자신의 목숨과 딸의 수술비를 위해 조직 보스의 살인 현장 뒷처리를 맡는다. 단 하루, 24시간 동안 트럭에 실은 시체를 처리해야 하는 철민.

12시간 전 : 위험한 남자와의 피할 수 없는 동행이 시작된다. 장맛비를 뚫고 달리는 트럭 하지만 도로 곳곳에는 경찰들의 검문소가 세워지고 이로 인해 잔뜩 긴장하는 철민. 그 순간 외진 국도 위에서 한 남자가 트럭을 막아선다. 살인자의 눈빛을 가진 낯선 남자를 트럭에 태우게 되는 철민.

이제 남은 시간은 10시간. 시체를 실은 트럭과 정체를 알 수 없는 위험한 남자와의 동행. 진퇴양난에 빠진 트럭 운전사 철민은 과연 어떻게 이 위기를 헤쳐나갈 것인가?

## 캐스팅
- 유해진 - 정철민 역
- 진구 - 김영호 역
- 이준하 - 정다영 역
- 김준배 - 보스 역
- 장준녕 - 하마 역
- 이채영 - 한샛별 역
- 성민수 - 전중원 역
- 방영 - 노신중 역
- 김영직 - 김 형사 역
- 박지호 - 장 형사 역
- 최재환 - 주유소 직원 역
- 이용직 - 김팔만 형사 역
- 정기섭 - 검문소 정 순경 역
- 이원재 - 김씨 역 (특별출연)
- 서진원 - 서 형사 역 (특별출연)
- 지수원 - 오가원 역 (특별출연)
- 박정학 - 독사 역 (특별출연)
- 김정학 - 담당의사 역 (특별출연)